# Skovbrynet Station
Skovbrynet Station er en S-togs-station, der ligger i udkanten af Bagsværd. Stationen ligger på Farumbanen/Hareskovbanen og åbnede som S-togsstation 25. september 1977. Før da var det en station på København-Slangerup Banen, som blev indviet i 1906. Den ligger i Bagsværd Sogn.
Der er adgang fra en rampe, som kan nås både fra Helmsvej på den ene side og fra en parkeringplads på den anden. Adgangen er delvist overdækket af en bro for Hillerødmotorvejen, der er først tværs henover stationen.
Stationen var sammen med Dyssegård i 2014 lukningstruet pga. relativt lave passagertal, men blev reddet pga. en regnefejl i Trafikstyrelsens rapport, der konkluderede, at lukning af de to stationer, samlet ville medføre et højere passagertal på Hareskovbanen og dermed større omsætning. Dog viste det sig, at der var anvendt fejlagtige mellemregninger; man havde regnet med timinuttersdrift hele døgnet i det regnestykke, hvor lukningen af Skovbrynet og Dyssegård var medregnet, mens der kun var tale om tyveminuttersdrift om aftenen (som det er nu) i det regnestykke, hvor de to stationer fortsatte sin passagerudveksling.

## Galleri
- Adgang fra Helmsvej.
- Rampen op til perronen.
- Under Hillerødmotorvejen.
- Perronen set fra øst.
- Linje B på stationen.
- Litra MO med persontog i 1973.

## Antal rejsende
Ifølge Østtællingen var udviklingen i antallet af dagligt afrejsende med S-tog:
| År   | Antal | År   | Antal | År   | Antal | År   | Antal |
| ---- | ----- | ---- | ----- | ---- | ----- | ---- | ----- |
| 1957 | -     | 1974 | -     | 1991 | 368   | 2001 | 236   |
| 1960 | -     | 1975 | -     | 1992 | 270   | 2002 | 289   |
| 1962 | -     | 1977 | 153   | 1993 | 252   | 2003 | 221   |
| 1964 | -     | 1979 | 294   | 1995 | 313   | 2004 | 351   |
| 1966 | -     | 1981 | 320   | 1996 | 264   | 2005 | 238   |
| 1968 | -     | 1984 | 275   | 1997 | 286   | 2006 | 268   |
| 1970 | -     | 1987 | 274   | 1998 | 311   | 2007 | 245   |
| 1972 | -     | 1990 | 345   | 2000 | 378   | 2008 | 206   |